# Kasteel van Ancy-le-Franc
Het Kasteel van Ancy-le-Franc (Frans: Château d'Ancy-le-Franc) is een kasteel in de Franse gemeente Ancy-le-Franc. Sinds de 12de eeuw was er op deze plaats een burcht, waarvan op het einde van de 16de eeuw nog een toren bestond. Vanaf 1536 werd het huidige kasteel gebouwd op verzoek van Antoine III van Clermont. De bouwplannen worden traditioneel toegekend aan de Italiaanse architect Sebastiano Serlo, die op vraag van Frans I van Frankrijk naar zijn land was gekomen. Na het overlijden van de architect in 1554 in het kasteel van Fontainebleau, nam architect Pierre Lescot de werken over en volgde de geest van de originele plannen van Serlo.